# Kumar Shanmugeshwaran
Kumar Shanmugeshwaran (* 1991) ist ein sri-lankischer Leichtathlet, der sich auf den Langstreckenlauf spezialisiert hat.

## Sportliche Laufbahn
Erste internationale Erfahrungen sammelte Kumar Shanmugeshwaran bei den Südasienspielen 2019 in Kathmandu, bei denen er im 5000-Meter-Lauf in 14:58,57 min den vierten Platz belegte und seinen Lauf über 10.000 Meter nicht beendete. 
In den Jahren 2018, 2019 und 2021 wurde Shanmugeshwaran sri-lankischer Meister im 10.000-Meter-Lauf.

## Persönliche Bestzeiten
- 5000 Meter: 14:27,05 min, 29. Oktober 2018 in Colombo
- 10.000 Meter: 30:30,38 min, 22. Februar 2019 in Colombo